# Алга-Куюк
Алга́-Кую́к (тат. Алга Көек) — деревня в Арском районе Республики Татарстан, в составе Урнякского сельского поселения.

## Этимология
Топоним произошёл от татарских слов «алга» (вперёд) и «көек» (выгоревшее место в лесу, гарь).

## География
Деревня находится на правом притоке реки Казанки, в 14 км к северо-востоку от районного центра — города Арска.

## Население
| 1782 | 1859 | 1897 | 1908 | 1920 | 1926 | 1938 | 1949 | 1958 | 1970 | 1979 | 1989 | 2002 | 2010 | 2015 |
| ---- | ---- | ---- | ---- | ---- | ---- | ---- | ---- | ---- | ---- | ---- | ---- | ---- | ---- | ---- |
| 41   | 364  | 285  | 325  | 359  | 320  | 434  | 305  | 245  | 181  | 215  | 141  | 150  | 144  | 156  |

Национальный состав деревни — татары.

## Экономика
Жители деревни занимаются полеводством.